# 薩蓋茲

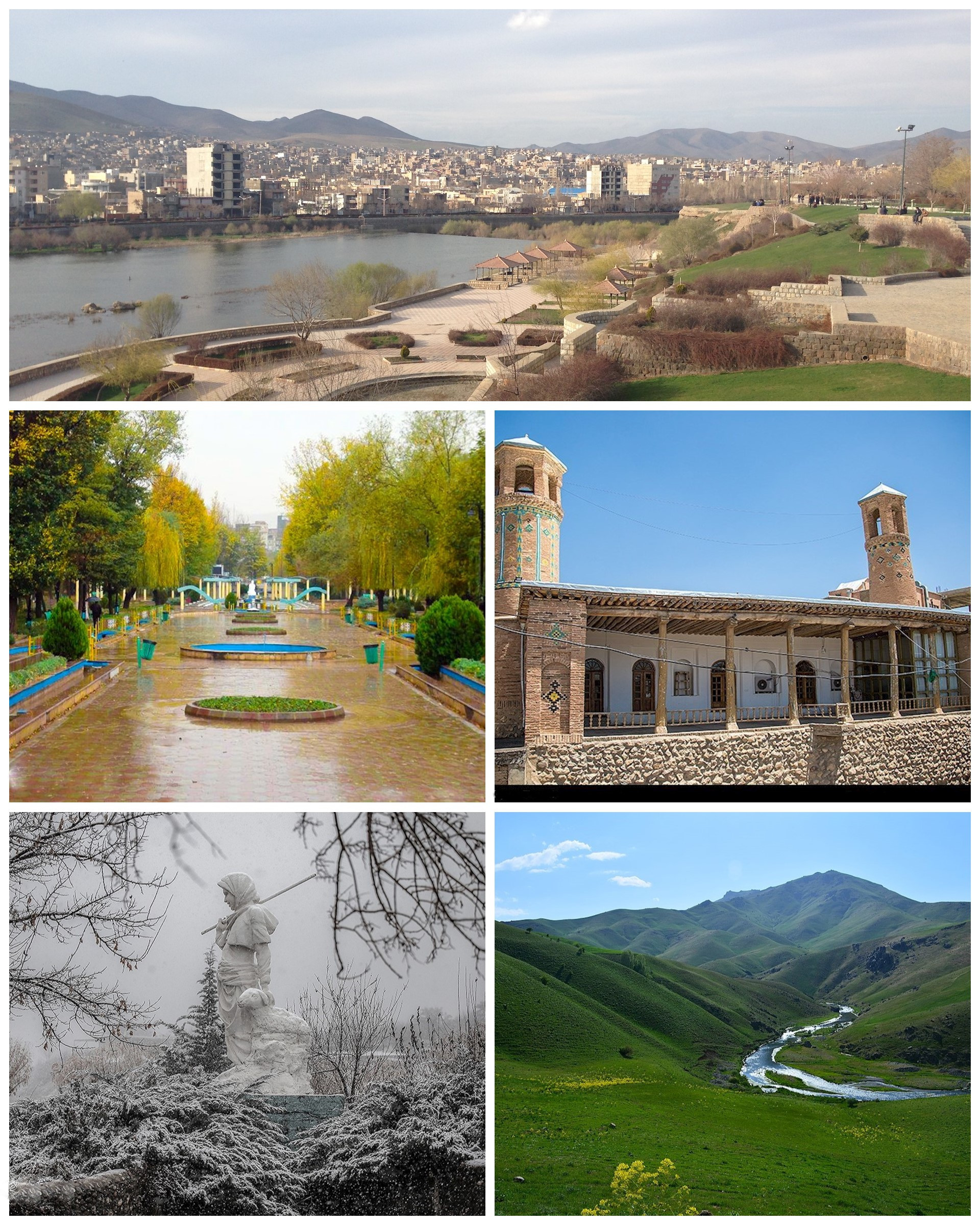

薩蓋茲（羅馬化：Saqqez）是伊朗的城市，位於該國西北部薩南達季西北120公里，由庫爾德斯坦省負責管轄，海拔高度1,493米，每年平均降雨量499毫米，2006年人口131,349。